# Andy Fickman
Andy Fickman är en amerikansk filmregissör och manusförfattare.

## Filmografi (urval)

### Regi
- 2012 – Parental Guidance
- 2011 – Hellcats (TV-serie) Säsong 1, Avsnitt 18
- 2010 – Wright vs. Wrong
- 2010 – You Again
- 2008 – Race to Witch Mountain
- 2007 – Aliens in America (TV-serie) Säsong 1, Avsnitt 8
- 2007 – The Game Plan
- 2006 – She's the Man
- 2005 – Reefer Madness: The Movie Musical
- 2004 – Who's Your Daddy?

### Producent/Verkställande producent
- 2013 – I Walked with a Zombie
- 2012 – Jewtopia
- 2010 – You Again
- 2010 – Wright vs. Wrong
- 2005 – Reefer Madness: The Movie Musical
- 1997 – Anaconda